# Bloglines
Bloglines war ein kostenloser, webbasierter Feedreader-Dienst. Auf der Website konnten Benutzer Web-Feeds in den Formaten RSS und Atom nach Schlagworten und Themen zusammenfassen. Der Dienst sollte im Herbst 2010 eingestellt werden, am 4. November 2010 wurde jedoch bekannt, dass der Service weitergeführt und ab Dezember 2010 vom MercantCircle übernommen werden soll. Anfang 2015 hat Bloglines den Betrieb eingestellt.

## Hintergrund
Bloglines versammelte „Syndicated Feeds“ oder „News Feeds“, die per RSS und Atom verbreitet werden, und gab sie geordnet an die Nutzer weiter. Es handelte sich um ein serverbasiertes Aggregationssystem.
Nach eigenen Angaben verfügte Bloglines über mehr als 280 Mio. Content-Elemente und Blog-Artikel in seiner Such-Datenbank. Bloglines war auf Englisch, Chinesisch, Französisch, Deutsch, Japanisch, Portugiesisch und Spanisch verfügbar.

## Unternehmen
Bloglines Web Services wurde 2003 gegründet. 2005 wurde das Unternehmen von Ask Jeeves übernommen. Seitdem gehört es IAC Search & Media, einer hundertprozentigen Tochtergesellschaft von IAC/InterActiveCorp mit Hauptsitz San Francisco.
Der Gewinn stieg im ersten Quartal 2005 von 13,4 Mio. Dollar bzw. 23 US-Cent im Vorjahr auf 18,1 Mio. Dollar bzw. 26 US-Cent je Anteilsschein.